# Fédération luxembourgeoise des activités et sports sub-aquatiques
 (juillet 2010).
Si vous disposez d'ouvrages ou d'articles de référence ou si vous connaissez des sites web de qualité traitant du thème abordé ici, merci de compléter l'article en donnant les références utiles à sa vérifiabilité et en les liant à la section « Notes et références ».
La FLASSA ou Fédération Luxembourgeoise des Activités et Sports Sub-Aquatiques est une association sans but lucratif, membre de la CMAS et au Comité national olympique luxembourgeois (COSL).
Son président actuel est Raymond Adam.